# Intermedio di reazione
Un intermedio di reazione è un'entità molecolare formatasi dai reagenti (o intermedi precedenti) e che reagisce ulteriormente per dare ulteriori intermedi o i prodotti finali di una reazione chimica. La maggior parte delle reazioni chimiche avviene attraverso vari stadi, vale a dire il relativo meccanismo di reazione è composto da più di un processo elementare. Un intermedio rappresenta il prodotto di ciascuno di questi processi, eccetto l'ultimo che dà origine ai prodotti finali osservati. Gli intermedi sono molto reattivi e solitamente hanno breve vita e sono molto raramente isolabili. Inoltre, a causa della loro breve vita, non sono riscontrabili nella miscela dei prodotti formati.
Per esempio, si consideri l'ipotetica reazione
A + B → C + D
che avviene attraverso i due processi elementari
A + B → X*
X* → C + D
dove X* rappresenta un intermedio.

## Definizione
La IUPAC definisce un intermedio di reazione come un'entità molecolare (atomo, molecola, ione...) con un tempo di vita apprezzabilmente più lungo di una vibrazione molecolare che è formata (direttamente o indirettamente) a partire dai reagenti e reagisce ulteriormente per dare (sia direttamente o indirettamente) i prodotti di una reazione chimica.
Il tempo di vita distingue gli intermedi veri, chimicamente distinti, dagli stati vibrazionali o conformazionali (conformeri). La loro energia potenziale rispetto ai reagenti o ai precedenti intermedi è caratterizzata dal possedere un minimo di profondità maggiore rispetto all'energia termica disponibile derivante dalla temperatura, con un valore esatto RT, dove R è la costante dei gas e T la temperatura.
Molti intermedi di reazione hanno breve vita e hanno un'elevata reattività, perciò hanno una bassa concentrazione nella miscela di reazione. Quando le condizioni necessarie alla reazione non prevalgono più, questi intermedi reagiscono e non ne riforma più nessuno nella miscela di reazione. Comuni esempi sono i radicali ossidanti perossido e ossidrile (·OOH e ·OH) trovati nelle reazioni di combustione, che sono talmente reattivi che è richiesta un'elevata temperatura per produrli costantemente e mantenere la reazione, altrimenti la combustione cesserà.
Alcune reazioni multiple avvengono nella stessa combinazione. Per esempio, in un'esterificazione di un diolo, si forma dapprima un prodotto monoestere, che può essere isolato, ma gli stessi reagenti e condizioni possono promuovere un'ulteriore reazione con formazione di un diestere. Il tempo di vita di tale "intermedio" è considerevolmente più lungo di quello degli stessi intermedi di esterificazione.

## I principali intermedi reattivi del carbonio
- Carbocationi e i loro equivalenti stabilizzati come gli ioni ossonio
- Carbanioni e i loro equivalenti stabilizzati come gli enolati
- Radicali liberi
- Carbeni

### Caratteristiche comuni degli intermedi organici
- Bassa concentrazione rispetto al substrato di reazione e al prodotto finale
- Ad eccezione dei carbanioni, questi intermedi non obbediscono alla regola dell'ottetto da qui l'elevata reattività
- Sono generati spesso dalla decomposizione di un composto chimico
- È spesso possibile provare l'esistenza di queste specie tramite metodi spettroscopici
- Deve essere tenuto conto dell'effetto gabbia
- Si ha spesso stabilizzazione per coniugazione o risonanza
- Spesso è difficile distinguerli dallo stato di transizione
- Ne può essere provata l'esistenza tramite trappola chimica